# Sinopse Menor
Sinopse Menor (em latim: Synopsis Minor) foi uma compilação em ordem alfabética do século XIII dos princípios legais bizantinos. Foi assim chamada em contraste a Sinopse das Basílicas, que por vezes é referida como Sinopse Maior. Seu autor utilizou-se principalmente do livro de jurisprudência de Miguel Ataliates e o Sinopse das Basílicas, que ele às vezes excertou palavra por palavra e às vezes parafraseou. Na obra há uma seção textual com explicações e uma relação de termos legais vernáculos mais recentes. O autor Constantino Armenópulo integrou parte do Sinopse Menor em seu Hexábiblos.